# Torneo Clausura 2017 (Honduras)
El Torneo Clausura 2017 (también llamado Copa Salva Vida de Clausura 2017, por motivos de patrocinio), fue la (71.ª edición) de la Liga Nacional de Honduras, siendo el segundo torneo de la Temporada 2016-17. Comenzó a disputarse el día 7 de enero y culminó el  28 de mayo de 2017.
El campeón disputó la Concacaf Liga Campeones 2017-18.

## Sistema de competición

### Fase de clasificación
En la fase de clasificación se observará el sistema de puntos. La ubicación en la tabla general está sujeta a lo siguiente:
- Por juego ganado se obtendrán tres puntos.
- Por juego empatado se obtendrá un punto.
- Por juego perdido no se otorgan puntos.

El campeonato se jugará con un sistema de «odos contra todos» entre los diez equipos participantes. Los partidos estarán definidos en 18 jornadas, y al finalizar las mismas los primeros dos lugares clasificarán de manera automática a las semifinales, mientras que los equipos que ocuparon el 3°, 4°, 5° y 6° puesto tendrán que jugar la «Liguilla final» (repechajes) en partidos de ida y vuelta; el resto de los equipos quedará sin ninguna opción a pelear por el título.

### Fase final
La fase final se definirá por las siguientes etapas:
- Repechajes
- Semifinales
- Final

A las semifinales clasificarán los dos equipos vencedores de la «Liguilla final» y los antes clasificados de manera directa. Cada uno de estos cuatro equipos se enfrentarán en dos partidos (ida y vuelta) y el que logre anotar el mayor número de goles obtendrá un cupo en la «Gran Final». De existir empate en el número de goles anotados, la clasificación se definirá a través del Reglamento, es decir, el equipo que haya anotado el mayor número de goles en condición de visitante.
Disputarán el título de Campeón del Torneo de Clausura 2017 los dos clubes vencedores de la fase semifinal correspondiente, reubicándolos del uno al dos, de acuerdo con su mejor posición en la Tabla de Clasificación al término de la jornada 18.

## Información de los equipos

### Equipos participantes
| Equipo            | Ciudad         | Entrenador          | Estadio                                                           | Aforo                | Primera participación |
| ----------------- | -------------- | ------------------- | ----------------------------------------------------------------- | -------------------- | --------------------- |
| Olimpia           | Tegucigalpa    | Héctor Vargas       | Tiburcio Carías Andino                                            | 35,000               | 1965                  |
| Motagua           | Tegucigalpa    | Diego Vásquez       | Tiburcio Carías Andino                                            | 35,000               | 1965                  |
| Real España       | San Pedro Sula | Mauro Reyes         | General Francisco Morazán Olímpico Metropolitano                  | 20,000 40,000        | 1965                  |
| Marathón          | San Pedro Sula | Carlos Pavón        | General Francisco Morazán Olímpico Metropolitano Yankel Rosenthal | 20,000 40,000 15,000 | 1965                  |
| Vida              | La Ceiba       | Elvin López         | Municipal Ceibeño                                                 | 20,000               | 1965                  |
| Platense          | Puerto Cortés  | Reynaldo Clavasquín | Excelsior                                                         | 15,000               | 1965                  |
| Real Sociedad     | Tocoa          | Carlos Martínez     | Francisco Martínez Durón                                          | 10,000               | 2012                  |
| Honduras Progreso | El Progreso    | Héctor Castellón    | Humberto Micheletti                                               | 5,000                | 1965                  |
| Juticalpa F. C.   | Juticalpa      | Wilmer Cruz         | Juan Ramón Brevé Vargas                                           | 22,000               | 2015                  |
| Social Sol        | Olanchito      | Gustavo Gallegos    | Estadio San Jorge                                                 | 3,000                | 2016                  |

### Equipos por zona geográfica
| Honduras Progreso Motagua Olimpia Real Sociedad Real España Marathón Vida Social Sol Platense Juticalpa FC \| Departamento \| N.º \| Equipos \| \| ----------------- \| --- \| -------------------------------- \| \| Cortés \| 3 \| Marathon, Platense y Real España \| \| Francisco Morazán \| 2 \| Motagua y Olimpia \| \| Yoro \| 2 \| Honduras Progreso y Social Sol \| \| Atlántida \| 1 \| Vida \| \| Colón \| 1 \| Real Sociedad \| \| Olancho \| 1 \| Juticalpa F. C. \| |     |                                  |
| Departamento | N.º | Equipos                          |
| Cortés | 3   | Marathon, Platense y Real España |
| Francisco Morazán | 2   | Motagua y Olimpia                |
| Yoro | 2   | Honduras Progreso y Social Sol   |
| Atlántida | 1   | Vida                             |
| Colón | 1   | Real Sociedad                    |
| Olancho | 1   | Juticalpa F. C.                  |

### Cambios de entrenadores
| Equipo            | Entrenador saliente | Jornadas | Nuevo entrenador | Jornadas |
| ----------------- | ------------------- | -------- | ---------------- | -------- |
| Real España       | Mauro Reyes         | 1 - 2    | Ramón Maradiaga  | 3-       |
| Honduras Progreso | Héctor Castellón    | 1 - 9    | Wilmer Cruz      | 10-      |
| Vida              | Carlos Pavón        | 1 - 12   | Santiago Fúnez   | 13-      |

## Fase de clasificación

### Primera vuelta
| Olimpia            | 5 - 2 | Honduras Progreso | Estadio Nacional de Tegucigalpa | 8 de enero | 17:00 |
| Juticalpa          | 0 - 1 | Marathón          | Juan Ramón                      | 8 de enero | 16:00 |
| Platense           | 2 - 1 | Motagua           | Excelsior                       | 8 de enero | 16:00 |
| Vida               | 1 - 2 | Real Sociedad     | Estadio Ceibeño                 | 8 de enero | 15:30 |
| Real España        | 0 - 0 | Social Sol        | Estadio Francisco Morazán       | 7 de enero | 20:00 |
| Total de goles: 14 |       |                   |                                 |            |       |

| Marathón           | 2 - 0 | Platense          | Estadio Yankel Rosenthal | 14 de enero | 16:00 |
| Social Sol         | 0 - 0 | Juticalpa         | Estadio San Jorge        | 14 de enero | 20:00 |
| Real Sociedad      | 2 - 0 | Olimpia           | Francisco Martínez       | 15 de enero | 14:00 |
| Vida               | 0 - 4 | Real España       | Estadio Ceibeño          | 15 de enero | 16:00 |
| Motagua            | 3 - 1 | Honduras Progreso | Estadio Nacional         | 15 de enero | 17:00 |
| Total de goles: 14 |       |                   |                          |             |       |

| Honduras Progreso  | 2 - 1 | Vida          | Humberto Micheletti     | 27 de enero | 19:15 |
| Real España        | 2 - 2 | Motagua       | Francisco Morazán       | 28 de enero | 19:00 |
| Juticalpa          | 2 - 1 | Real Sociedad | Juan Ramón Brevé Vargas | 29 de enero | 15:00 |
| Platense           | 2 - 1 | Social Sol    | Excélsior               | 29 de enero | 15:15 |
| Olimpia            | 3 - 2 | Marathón      | Nacional                | 29 de enero | 16:00 |
| Total de goles: 18 |       |               |                         |             |       |

| Marathón           | 4 - 2 | Real Sociedad | Yankel Rosenthal        | 1 de febrero | 15:00 |
| Social Sol         | 0 - 1 | Olimpia       | San Jorge               | 1 de febrero | 19:00 |
| Juticalpa          | 0 - 3 | Real España   | Juan Ramón Brevé Vargas | 1 de febrero | 19:00 |
| Motagua            | 2 - 0 | Vida          | Nacional                | 1 de febrero | 19:00 |
| Honduras Progreso  | 0 - 1 | Platense      | Humberto Micheletti     | 1 de febrero | 19:00 |
| Total de goles: 13 |       |               |                         |              |       |

| Marathón           | 1 - 3 | Real España       | Yankel Rosenthal   | 4 de febrero | 15:00 |
| Real Sociedad      | 1 - 2 | Honduras Progreso | Francisco Martínez | 5 de febrero | 13:00 |
| Vida               | 2 - 1 | Social Sol        | Ceibeño            | 5 de febrero | 14:30 |
| Platense           | 3 - 1 | Juticalpa         | Excélsior          | 5 de febrero | 15:15 |
| Olimpia            | 2 - 2 | Motagua           | Nacional           | 5 de febrero | 16:00 |
| Total de goles: 18 |       |                   |                    |              |       |

| Juticalpa          | 0 - 0 | Motagua       | Juan Ramón Brevé Vargas | 8 de febrero | 19:00 |
| Olimpia            | 7 - 1 | Vida          | Nacional                | 8 de febrero | 19:00 |
| Real España        | 1 - 0 | Platense      | Francisco Morazán       | 8 de febrero | 19:00 |
| Social Sol         | 0 - 0 | Real Sociedad | San Jorge               | 8 de febrero | 19:00 |
| Honduras Progreso  | 1 - 1 | Marathón      | Humberto Micheletti     | 8 de febrero | 19:15 |
| Total de goles: 11 |       |               |                         |              |       |

| Vida               | 1 - 1 | Juticalpa         | Ceibeño            | 11 de febrero | 15:00 |
| Real España        | 1 - 3 | Olimpia           | Francisco Morazán  | 11 de febrero | 19:00 |
| Social Sol         | 1 - 1 | Honduras Progreso | San Jorge          | 11 de febrero | 19:00 |
| Real Sociedad      | 0 - 0 | Platense          | Francisco Martínez | 12 de febrero | 13:00 |
| Motagua            | 2 - 0 | Marathón          | Nacional           | 12 de febrero | 16:00 |
| Total de goles: 10 |       |                   |                    |               |       |

| Marathón           | 2 - 0 | Social Sol  | Yankel Rosenthal    | 18 de febrero | 15:30 |
| Honduras Progreso  | 0 - 1 | Real España | Humberto Micheletti | 18 de febrero | 19:15 |
| Real Sociedad      | 4 - 0 | Motagua     | Francisco Martínez  | 19 de febrero | 13:00 |
| Platense           | 0 - 0 | Vida        | Excélsior           | 19 de febrero | 15:15 |
| Olimpia            | 3 - 2 | Juticalpa   | Nacional            | 19 de febrero | 16:00 |
| Total de goles: 12 |       |             |                     |               |       |

| Vida               | 0 - 0 | Marathón          | Ceibeño                 | 25 de febrero | 15:30 |
| Real España        | 2 - 1 | Real Sociedad     | Francisco Morazán       | 25 de febrero | 19:00 |
| Juticalpa          | 3 - 4 | Honduras Progreso | Juan Ramón Brevé Vargas | 26 de febrero | 15:00 |
| Platense           | 2 - 2 | Olimpia           | Excélsior               | 26 de febrero | 15:15 |
| Motagua            | 4 - 0 | Social Sol        | Nacional                | 26 de febrero | 16:00 |
| Total de goles: 18 |       |                   |                         |               |       |

## Segunda Ronda
| Real Sociedad      | 2 - 0 | Vida        | Francisco Martínez  | 1 de marzo | 15:00 |
| Marathón           | 3 - 1 | Juticalpa   | Yankel Rosenthal    | 1 de marzo | 15:30 |
| Social Sol         | 1 - 1 | Real España | San Jorge           | 1 de marzo | 19:00 |
| Motagua            | 4 - 0 | Platense    | Nacional            | 1 de marzo | 19:00 |
| Honduras Progreso  | 2 - 1 | Olimpia     | Humberto Micheletti | 1 de marzo | 19:15 |
| Total de goles: 15 |       |             |                     |            |       |

| Real España        | 3 - 1 | Vida          | Francisco Morazán       | 4 de marzo | 19:00 |
| Honduras Progreso  | 2 - 2 | Motagua       | Humberto Micheletti     | 4 de marzo | 19:15 |
| Juticalpa          | 2 - 2 | Social Sol    | Juan Ramón Brevé Vargas | 5 de marzo | 15:00 |
| Platense           | 0 - 2 | Marathón      | Excélsior               | 5 de marzo | 15:15 |
| Olimpia            | 3 - 0 | Real Sociedad | Nacional                | 5 de marzo | 16:00 |
| Total de goles: 17 |       |               |                         |            |       |

| Real Sociedad     | 1 - 0 | Juticalpa         | Francisco Martínez | 10 de marzo | 15:00 |
| Vida              | 1 - 2 | Honduras Progreso | Ceibeño            | 10 de marzo | 15:30 |
| Marathón          | 2 - 0 | Olimpia           | Yankel Rosenthal   | 10 de marzo | 15:30 |
| Social Sol        | 0 - 0 | Platense          | San Jorge          | 10 de marzo | 19:00 |
| Motagua           | 1 - 1 | Real España       | Nacional           | 10 de marzo | 20:00 |
| Total de goles: 8 |       |                   |                    |             |       |

| Real España        | 2 - 0 | Juticalpa         | Francisco Morazán  | 19 de marzo | 19:00 |
| Real Sociedad      | 2 - 1 | Marathón          | Francisco Martínez | 19 de marzo | 14:00 |
| Platense           | 0 - 1 | Honduras Progreso | Excélsior          | 19 de marzo | 15:15 |
| Olimpia            | 3 - 1 | Social Sol        | Nacional           | 19 de marzo | 16:00 |
| Vida               | 0 - 1 | Motagua           | Ceibeño            | 19 de abril | 19:00 |
| Total de goles: 10 |       |                   |                    |             |       |

| Honduras Progreso  | 0 - 0 | Real Sociedad | Humberto Micheletti     | 31 de marzo | 19:15 |
| Real España        | 1 - 1 | Marathón      | Francisco Morazán       | 1 de abril  | 19:00 |
| Social Sol         | 2 - 1 | Vida          | San Jorge               | 1 de abril  | 19:00 |
| Juticalpa          | 3 - 1 | Platense      | Juan Ramón Brevé Vargas | 2 de abril  | 15:00 |
| Motagua            | 1 - 1 | Olimpia       | Nacional                | 2 de abril  | 16:00 |
| Total de goles: 11 |       |               |                         |             |       |

| Marathón           | 0 - 2 | Honduras Progreso | Yankel Rosenthal   | 8 de abril | 15:15 |
| Real Sociedad      | 3 - 3 | Social Sol        | Francisco Martínez | 9 de abril | 14:00 |
| Vida               | 2 - 2 | Olimpia           | Ceibeño            | 9 de abril | 15:00 |
| Platense           | 2 - 1 | Real España       | Excélsior          | 9 de abril | 15:30 |
| Motagua            | 3 - 2 | Juticalpa         | Nacional           | 9 de abril | 16:00 |
| Total de goles: 20 |       |                   |                    |            |       |

| Marathón           | 1 - 2 | Motagua       | Yankel Rosenthal        | 12 de abril | 15:30 |
| Olimpia            | 3 - 1 | Real España   | Nacional                | 12 de abril | 17:00 |
| Juticalpa          | 1 - 1 | Vida          | Juan Ramón Brevé Vargas | 12 de abril | 18:00 |
| Honduras Progreso  | 2 - 1 | Social Sol    | Humberto Micheletti     | 12 de abril | 19:15 |
| Platense           | 1 - 1 | Real Sociedad | Excélsior               | 12 de abril | 19:30 |
| Total de goles: 14 |       |               |                         |             |       |

| Real España        | 2 - 1 | Honduras Progreso | Francisco Morazán       | 22 de abril | 19:00 |
| Social Sol         | 2 - 1 | Marathón          | San Jorge               | 22 de abril | 19:00 |
| Vida               | 1 - 0 | Platense          | Excélsior               | 23 de abril | 15:00 |
| Juticalpa          | 3 - 5 | Olimpia           | Juan Ramón Brevé Vargas | 23 de abril | 15:00 |
| Motagua            | 3 - 1 | Real Sociedad     | Nacional                | 23 de abril | 16:00 |
| Total de goles: 19 |       |                   |                         |             |       |

| Honduras Progreso  | 3 - 2 | Juticalpa   | Humberto Micheletti | 29 de abril | 15:30 |
| Real Sociedad      | 3 - 0 | Real España | Francisco Martínez  | 29 de abril | 15:30 |
| Olimpia            | 3 - 0 | Platense    | Nacional            | 29 de abril | 15:30 |
| Social Sol         | 2 - 2 | Motagua     | San Jorge           | 29 de abril | 15:30 |
| Marathón           | 2 - 1 | Vida        | Yankel Rosenthal    | 29 de abril | 15:30 |
| Total de goles: 18 |       |             |                     |             |       |

## Tabla de posiciones
Simbología:

Pts: puntos acumulados.

PJ: partidos jugados.

PG: partidos ganados.

PE: partidos empatados.

PP: partidos perdidos.

GF: goles a favor.

GC: goles en contra.

|                                           | Equipo            | PJ | G  | E | P  | GF | GC | Dif. | Pts |
| ----------------------------------------- | ----------------- | -- | -- | - | -- | -- | -- | ---- | --- |
| 1                                         | Olimpia           | 18 | 11 | 4 | 3  | 47 | 26 | +21  | 37  |
| 2                                         | Motagua           | 18 | 9  | 7 | 2  | 35 | 21 | +14  | 34  |
| 3                                         | Real España       | 18 | 9  | 5 | 4  | 29 | 20 | +9   | 32  |
| 4                                         | Honduras Progreso | 18 | 9  | 4 | 5  | 28 | 26 | +2   | 31  |
| 5                                         | Marathón          | 18 | 8  | 3 | 7  | 26 | 22 | +4   | 27  |
| 6                                         | Real Sociedad     | 18 | 7  | 5 | 6  | 26 | 22 | +4   | 26  |
| 7                                         | Platense          | 18 | 5  | 5 | 8  | 14 | 24 | -10  | 20  |
| 8                                         | Social Sol        | 18 | 2  | 9 | 7  | 17 | 27 | -10  | 15  |
| 9                                         | Juticalpa F. C.   | 18 | 2  | 5 | 11 | 23 | 37 | -14  | 11  |
| 10                                        | Vida              | 18 | 2  | 5 | 11 | 14 | 34 | -20  | 11  |
| Última actualización: 29 de abril de 2017 |                   |    |    |   |    |    |    |      |     |

|  | Clasificado directo a Semifinales            |
|  | Clasificado a la Liguilla final (Repechajes) |

### Evolución de las clasificación
| Jornada           | 1  | 2  | 3  | 4  | 5  | 6  | 7  | 8  | 9  | 10 | 11 | 12 | 13 | 14 | 15 | 16 | 17 | 18 |
| Equipo            |    |    |    |    |    |    |    |    |    |    |    |    |    |    |    |    |    |    |
| ----------------- | -- | -- | -- | -- | -- | -- | -- | -- | -- | -- | -- | -- | -- | -- | -- | -- | -- | -- |
| Olimpia           | 1  | 4  | 1  | 2  | 3  | 2  | 1  | 1  | 1  | 2  | 2  | 2  | 2  | 2  | 2  | 1  | 1  | 1  |
| Motagua           | 7  | 5  | 6  | 5  | 5  | 5  | 4  | 5  | 3  | 3  | 4  | 4  | 3  | 3  | 3  | 2  | 2  | 2  |
| Real España       | 5  | 3  | 5  | 4  | 2  | 1  | 2  | 2  | 2  | 1  | 1  | 1  | 1  | 1  | 1  | 3  | 3  | 3  |
| Honduras Progreso | 10 | 9  | 8  | 8  | 7  | 7  | 7  | 7  | 7  | 7  | 5  | 5  | 5  | 5  | 4  | 4  | 4  | 4  |
| Marathón          | 4  | 2  | 2  | 1  | 4  | 4  | 5  | 4  | 5  | 4  | 3  | 3  | 4  | 4  | 5  | 5  | 5  | 5  |
| Real Sociedad     | 2  | 1  | 2  | 6  | 6  | 6  | 6  | 6  | 6  | 6  | 7  | 6  | 6  | 6  | 6  | 6  | 6  | 6  |
| Platense          | 2  | 6  | 4  | 3  | 1  | 3  | 3  | 3  | 4  | 5  | 6  | 7  | 7  | 7  | 7  | 7  | 7  | 7  |
| Social Sol        | 5  | 7  | 9  | 9  | 10 | 9  | 9  | 10 | 10 | 10 | 9  | 8  | 8  | 9  | 8  | 9  | 8  | 8  |
| Juticalpa F.C.    | 9  | 8  | 7  | 7  | 8  | 8  | 8  | 8  | 8  | 8  | 8  | 9  | 9  | 8  | 9  | 8  | 9  | 9  |
| Vida              | 7  | 10 | 10 | 10 | 9  | 10 | 10 | 9  | 9  | 9  | 10 | 10 | 10 | 10 | 10 | 10 | 10 | 10 |

|  | Clasificado directo a Semifinales            |
|  | Clasificado a la Liguilla final (Repechajes) |

## Fase final (Liguilla)
|  | Repechajes | Repechajes        | Repechajes | Repechajes | Repechajes |  |  | Semifinales | Semifinales       | Semifinales | Semifinales | Semifinales |  |  | Final | Final             | Final | Final | Final |
|  |            |                   |            |            |            |  |  |             |                   |             |             |             |  |  |       |                   |       |       |       |
|  |            |                   |            |            |            |  |  | 1°          | Motagua           | 2           | 2           | 4           |  |  |       |                   |       |       |       |
|  | 3°         | Real España       | 1          | 4          | 5          |  |  | 3°          | Real España       | 1           | 2           | 3           |  |  |       |                   |       |       |       |
|  | 6°         | Real Sociedad     | 2          | 1          | 3          |  |  |             |                   |             |             |             |  |  | 1º    | Motagua           | 4     | 3     | 7     |
|  |            |                   |            |            |            |  |  |             |                   |             |             |             |  |  | 4.º   | Honduras Progreso | 1     | 0     | 1     |
|  |            |                   |            |            |            |  |  | 2°          | Olimpia           | 2           | 2           | 4           |  |  |       |                   |       |       |       |
|  | 4°         | Honduras Progreso | 0          | 1          | 1*         |  |  | 4°          | Honduras Progreso | 4           | 2           | 6           |  |  |       |                   |       |       |       |
|  | 5°         | Marathón          | 1          | 0          | 1          |  |  |             |                   |             |             |             |  |  |       |                   |       |       |       |

(*) Avanza por mejor posición en la tabla. 

### Repechajes
| 3 de mayo | Real Sociedad | 2:1 | Real España | Francisco Martínez, Tocoa    |  |
|           |               |     |             | Árbitro(s): Héctor Rodríguez |  |

| 6 de mayo | Real España | 4:1 | Real Sociedad | Francisco Morazán, San Pedro Sula |  |
|           |             |     |               | Árbitro(s): Melvin Matamoros      |  |

| 3 de mayo | Marathón | 1:0 | Honduras Progreso | Yankel Rosenthal, San Pedro Sula |  |
|           |          |     |                   | Árbitro(s): Óscar Moncada        |  |

| 6 de mayo | Honduras Progreso | 1:0 | Marathón | Humberto Micheletti, El Progreso |  |
|           |                   |     |          | Árbitro(s): Armando Castro       |  |

### Semifinales
| 11 de mayo | Real España | 1:2 | Motagua | Francisco Morazán, San Pedro Sula |  |
|            |             |     |         | Árbitro(s): Nelson Salgado        |  |

| 13 de mayo | Motagua | 2:2 | Real España | Nacional Tiburcio Carías Andino, Tegucigalpa |  |
|            |         |     |             | Árbitro(s): Raúl Castro                      |  |

| 11 de mayo | Honduras Progreso | 4:2 | Olimpia | Humberto Micheletti, El Progreso |  |
|            |                   |     |         | Árbitro(s): Geovanny Mendoza     |  |

| 13 de mayo | Olimpia | 2:2 | Honduras Progreso | Nacional Tiburcio Carías Andino, Tegucigalpa |  |
|            |         |     |                   | Árbitro(s): Orlando Hernández                |  |

### Final
|  | Honduras Progreso | 1:4 | Motagua | Humberto Micheletti, El Progreso |  |
|  |                   |     |         | Árbitro(s): Óscar Moncada        |  |

|  | Motagua | 3:0 | Honduras Progreso | Nacional Tiburcio Carías Andino, Tegucigalpa |  |
|  |         |     |                   | Árbitro(s): Melvin Matamoros                 |  |

|                            |
| Campeón Motagua 15° título |

## Estadísticas

### Clasificados a torneos internacionales
| Clasificado       | Concacaf Liga Campeones 2018-19                     |
| ----------------- | --------------------------------------------------- |
| Motagua           | Campeón Torneo Apertura 2016 y Torneo Clausura 2017 |
| Honduras Progreso | Subcampeón Torneo Clausura 2017                     |
| Olimpia           | Mejor posición Tabla General                        |
| Platense          | Subcampeón Torneo Apertura 2016                     |

### Tabla General
| Pos | Equipo            | Ap. 2016 | Cl. 2017 | Total | DG  | PJ | Promedio |
| --- | ----------------- | -------- | -------- | ----- | --- | -- | -------- |
| 1   | Olimpia           | 39       | 37       | 76    | +35 | 36 | 2.11     |
| 2   | Real España       | 31       | 32       | 63    | +18 | 36 | 1.75     |
| 3   | Motagua           | 28       | 34       | 62    | +20 | 36 | 1.72     |
| 4   | Honduras Progreso | 24       | 31       | 55    | -6  | 36 | 1.53     |
| 5   | Platense          | 32       | 20       | 52    | -3  | 36 | 1.44     |
| 6   | Marathón          | 24       | 27       | 51    | +4  | 36 | 1.42     |
| 7   | Real Sociedad     | 24       | 26       | 50    | +3  | 36 | 1.39     |
| 8   | Juticalpa F. C.   | 18       | 11       | 29    | -16 | 36 | 0.81     |
| 9   | Vida              | 15       | 11       | 26    | -34 | 36 | 0.72     |
| 10  | Social Sol        | 9        | 15       | 24    | -27 | 36 | 0.67     |

|  |                                                                                             |
|  | El equipo que ocupó esta posición al finalizar la temporada descendió a la Liga de Ascenso. |